# 龙上古祠
龙上古祠，位于中国广东省梅州市丰顺县汤西镇新埔园，为梅州市丰顺县的一个县级文物保护单位，类型为古建筑，公布时间为1988年1月。
龙上古祠的历史年代为明代。1988年1月，丰顺县人民政府认定其为丰顺县文物保护单位。